# Zaklada antarktičke baštine Ujedinjenog Kraljevstva
Zaklada antarktičke baštine Ujedinjenog Kraljevstva (eng. United Kingdom Antarctic Heritage Trust, UKAHT ) je britanska dobrotvorna organizacija, registrirana 1993. i preregistrirana 2015. UKAHT je član koalicije Zaklada antarktičke baštine. Pokrovitelj UKAHT-a je princeza Anne.
Navedeni ciljevi organizacije su sljedeći:
- Pomoći u očuvanju odabranih ranih britanskih znanstvenih baza na Antarktičkom poluotoku i regiji Južne Georgije za užitak i obrazovanje posjetitelja. UKAHT upravlja lukom Lockroy, koja je proglašena povijesnim mjestom i spomenikom (br. 61) prema ugovoru o Antarktici;
- Podržati Zakladu antarktičke baštine Novog Zelanda u očuvanju povijesnih koliba u području Rossovog mora koje su izgradili istraživači Scott, Shackleton i Borchgrevink;
- Promicati obrazovni program za poticanje javnog interesa za znanost, globalni okoliš i istraživanje Antarktika kroz nadahnuće ranijim britanskim antarktičkim pothvatima;
- Pomoć pri nabavi i očuvanju britanskih povijesnih antarktičkih artefakata.

## Projekti
Luka Lockroy (povijesno mjesto br. 61 prema Antarktičkom ugovoru) upravlja kao muzej i poštanski ured (u ime Ministarstva vanjskih poslova i Commonwealtha ) UK Antarctic Heritage Trust tijekom australskog ljeta. Prihodi od suvenirnice financiraju popravak i očuvanje ovog mjesta i drugih na Antarktičkom poluotoku.
Godine 2004. Novozelandska zaklada za antarktičku baštinu započela je sveobuhvatan projekt obnove u regiji Rossovog mora na Antarktiku, fokusirajući se na kolibe koje pripadaju istraživačima te regije. Iako novozelandski ogranak Trusta ima operativnu odgovornost za projekt, UK Trust podupire napore koji uključuju očuvanje koliba koje pripadaju Sir Ernestu Shackletonu i Robertu Falconu Scottu (obojica britanski istraživači).

## Vanjske poveznice
- Službena stranica